# Dracaena rockii
Dracaena rockii är en sparrisväxtart som först beskrevs av Harold St.John, och fick sitt nu gällande namn av Stephen Jankalski. Dracaena rockii ingår i släktet dracenor, och familjen sparrisväxter. Inga underarter finns listade i Catalogue of Life.